# Laurence Elloy
Laurence Elloy (Francia, 3 de diciembre de 1959) es una atleta francesa retirada especializada en la prueba de 60 m vallas, en la que consiguió ser subcampeona mundial en pista cubierta en 1985.

## Carrera deportiva
En los Juegos Mundiales en Pista Cubierta de 1985 ganó la medalla de plata en los 60 m vallas, con un tiempo de 8.08 segundos, tras la húngara Xénia Siska (oro con 8.03 segundos) y por delante de su paisana francesa Anne Piquereau (bronce con 8.10 segundos).